# (5524) Lecacheux
(5524) Lecacheux (1991 RA30) – planetoida z pasa głównego asteroid okrążająca Słońce w ciągu 3,64 lat w średniej odległości 2,37 j.a. Odkryta 15 września 1991 roku.